# Flashforward
Flashforward var en amerikansk drama-tv-serie från 2009 och 2010 baserad på boken med samma namn av Robert J. Sawyer. Jordens befolkning drabbas av medvetslöshet i två minuter och sjutton sekunder. Under den tiden upplever jordens befolkning en framtidsvision av jorden den 29 april 2010, 22.00 PST. Serien hade premiär på ABC den 24 september 2009 och avslutas 27 maj 2010. I Sverige sändes programmet från början på TV4 innan man i maj 2010 flyttade de till TV400.

## Rollista
- Brían F. O'Byrne - Aaron Stark
- Christine Woods - Janis Hawk
- Courtney B. Vance - Stan Wedeck
- Dominic Monaghan - Simon Campos
- Jack Davenport - Lloyd Simcoe
- John Cho - Demetri Noh
- Joseph Fiennes - Mark Benford
- Peyton List - Nicole Kirby
- Sonya Walger - Olivia Benford
- Zachary Knighton - Bryce Varley

## DVD-utgåvor
| DVD-titel    | Region 1         | Region 2          |
| ------------ | ---------------- | ----------------- |
| Avsnitt 1-10 | 23 februari 2010 |                   |
| Avsnitt 1-22 | augusti 2010     | 27 september 2010 |

1. ↑  Brian Stelter, In ABC’s Latest Drama, Making a Date With Destiny (på engelska), The New York Times, 25 september 2009, läs online.[källa från Wikidata]